# هيتي فيذر
هيتي فيذر هي سلسلة درامية بريطانية لكل الفئات العمرية، تركز على حياة الشخصية الرئيسية التي تم التخلي عنها عندما كانت طفلة، تعيش أولاً في مستشفى Foundling في لندن، وتعمل لاحقًا كخادمة لعائلة ثرية في منزلهم.